# Limnichus palawanus
Limnichus palawanus är en skalbaggsart som beskrevs av Delève 1973. Limnichus palawanus ingår i släktet Limnichus och familjen lerstrandbaggar. Inga underarter finns listade i Catalogue of Life.